# Младост (Царев Двор)
ФК «Младост» (мак. Фудбалски клуб Младост) — македонський футбольний клуб із села Царев Двор, поблизу Ресена, заснований у 1930 році. Виступає у Першій лізі. Домашні матчі приймає на стадіоні «Білянини Ізвори», місткістю 2 500 глядачів.